# Friedrich Schönemann (Amerikanist)
Friedrich Schönemann (* 30. Mai 1886 in Cottbus; † 24. April 1956 in Husum) war ein deutscher Literaturwissenschaftler und Amerikanist. Er befasste sich mit Kultur, Wirtschaftspolitik und Gesellschaft in den USA.

## Leben
Schönemann wurde 1911 an der Universität Marburg mit einer Dissertation über Achim von Arnim promoviert. Er lehrte von 1911 bis 1920 als deutscher Lektor in den USA. Seit 1921 leitete er das englische Seminar der Friedrich-Wilhelms-Universität (FWU). 1926/27 begründete er die Zusammenführung der Amerika-Abteilung des Englischen Seminars der FWU mit dem Berliner Amerika-Institut. 1930 wurde er als außerordentlicher Professor an die FWU umhabilitiert und lehrte Kulturkunde Nordamerikas. Zudem hatte er einen Lehrauftrag an der Deutschen Hochschule für Politik. In der Weimarer Republik Mitglied der DVP, wurde er nach der „Machtergreifung“ der Nationalsozialisten zum 1. Mai 1933 Mitglied der NSDAP. Er wurde Vertrauensmann des Reichspropagandaministeriums.
Im Winter 1933 hielt er eine Vortragsreise in den USA zum dortigen Deutschtum. Das Wittenberg College in Springfield (Ohio) verlieh ihm 1934 den Dr. Litt. h. c., die Deutsche Akademie in München den Ralph-Beaver-Strassburger-Preis für die beste Arbeit zur Förderung der deutsch-amerikanischen Beziehungen.
1936 hielt er den einzigen Lehrstuhl für Literatur und Kunstgeschichte Nordamerikas in NS-Deutschland. 1937/38 war er Gastprofessor an der University of Nebraska-Lincoln.
1940 wurde er Ordinarius für Amerikakunde an der Auslandswissenschaftlichen Fakultät der FWU und Leiter der Amerika-Abteilung an dem mit der Fakultät verbundenen Deutschen Auslandswissenschaftlichen Institut.
Während des Zweiten Weltkriegs erschienen in dem Besatzungsorgan Brüsseler Zeitung einige Artikel Schönemanns zu seinem Fachgebiet, Ende 1943 auch ein Leitartikel in deren Schwesterblatt Deutsche Zeitung im Ostland zur „Ideologie der USA“. Nach dem Ende des Krieges wurde Schönemann emeritiert. Bei seiner Entnazifizierung stellte er sich als Opfer der Verhältnisse dar, der zudem den Nationalsozialismus von innen heraus bekämpft habe, was er mit Persilscheinen und Gefälligkeitsgutachten belegte.
Von 1950 bis 1954 war er als Fraktionsmitglied der FDP Mitglied des Landtages im Landtag Schleswig-Holstein (Abgeordneter und stellvertretender Schriftführer bis 1952), wo er dem Agrarausschuss sowie den Ausschüssen für Gesundheitswesen, für Volksbildung und Erziehung sowie für Jugendfragen sowie von 1951 bis 1954 dem Landeswahlausschuss angehörte.

## Werk
1921 veröffentlichte er seine Thesenschrift Amerikakunde, in der er davon ausging, dass das Kaiserreich den Krieg verloren hatte, weil die Deutschen die USA nicht kannten.
1942 publizierte er ein Standardwerk zur Nationalgeschichte der USA und lehnte sich dabei an Frederick Jackson Turner an. Seine Vorstellungen und Formulierungen entsprachen dem zeitgenössischen Duktus, den Klemperer 1947 unter Lingua Tertii Imperii subsumierte. Die Unabhängigkeitserklärung der Vereinigten Staaten und den Unabhängigkeitskrieg (1775–83) beschrieb Schönemann als den „amerikanischen Geist“ und „Schicksalsgang“ dieses Volkes. Unter Turners Frontierthese und dem amerikanischen Exzeptionalismus entwickelte sich demnach zwangsläufig der Gedanke individueller Freiheit und Souveränität des Einzelnen. Die Artikel der Weimarer Verfassung (1919) entsprächen nicht dem „nationalen deutschen Weg“. Nach Hegel und der juristischen Historischen Schule seien Individualrechte nicht aus den Naturgesetzen ableitbar: Der Staat sei nicht das Ergebnis einer Vereinbarung und beinhalte keine natürlichen Rechte. Staat stelle eine „geistige Gesamtheit“ und ein sittliches Ganzes dar, an der die Individuen mit ihrem subjektiven Willen teilhaben. Der Begriff 'Gleichheit' meine in den USA nur die 'Gleichheit der Möglichkeiten'. Erst in nachrevolutionären Generationen werde das zu 'glanzvoller Verallgemeinerung' geführt, da die Erklärung beispielsweise nichts über die Gleichberechtigung von Sklaven enthalte. Der 'autoritäre Staatsgedanke' bekämpfe deshalb die westlichen Demokratien und ihre Idee der individuellen Grundrechte als nicht zutreffend für Europa.
In der Sowjetischen Besatzungszone wurden Schönemanns Schriften Amerika und der Nationalsozialismus (Junker u. Dünnhaupt, Berlin 1934), Demokratie und Außenpolitik der USA (Junker u. Dünnhaupt, Berlin 1939), Die aggressive Wirtschaftspolitik der Vereinigten Staaten in Südamerika und die Stellung Deutschlands (Enke, Stuttgart 1939) und England gegen Amerika (Junker u. Dünnhaupt, Berlin 1940) sowie das von ihm zusammen mit Karl Heinz Pfeffer herausgegebene Das britische Empire und United States of America (Junker u. Dünnhaupt, Berlin 1943) auf die Liste der auszusondernden Literatur gesetzt.

## Privates
Während seiner Gastprofessur in Nebraska 1937/38 lernte Schönemann Marie Lau (* 23. April 1906 in Lincoln) kennen, deren Vorfahren aus Husum stammten. 1939 wurde er von seiner ersten Frau, der Schriftstellerin Toni Harten-Hoencke (1872–1941) geschieden und heiratete Marie Lau. Beide hatten zwei Töchter, Barbara (* 1940) und Rosemarie (* 1942).
Nach Kriegsende zog die Familie nach Husum. 1950 publizierte Schönemann noch einmal eine „Kleine Amerikakunde“.

## Schriften
- L. Achim von Arnims geistige Entwicklung an seinem Drama „Halle und Jerusalem“ erläutert. Leipzig 1912
- Zur Literaturgeschichte der Mark Brandenburg. In: Modern Philology, Vol. 12, Nr. 5, 1914, S. 261–75. (JSTOR)
- Gustav Falke: eine Studie. Baltimore 1916.
- Amerikakunde. eine zeitgemässe Forderung. Angelsachsen-Verlag, Bremen 1921.
- Mr. Samuel Langhorne Clemens. G. Westermann, Braunschweig 1923.
- Die Kunst der Massenbeeinflussung in den Vereinigten Staaten von Amerika. Deutsche Verlags-Anstalt, Stuttgart 1924.
- Mark Twain als literarische Persönlichkeit. Frommann, Jena 1925.
- mit Toni Harten-Hoencke: Amerikanische Lyrik. Kunstwartverlag G.D.W. Callwey,  München 1925.
- mit Benjamin Barr Lindsey, Wainwright Evans, Toni Harten-Hoencke: The Revolt of modern youth. Kunstwartverlag G.D.W. Callwey, München 1925.
- Die amerikanische Demokratie von heute. Dt. Verl.-Anst. Stuttgart 1932.
- Von der Kolonie zum Weltreich. Stuttgart. Dt. Verl.-Anst. Stuttgart 1932.
- American Humor. Velhagen & Klasing, Bielefeld / Leipzig 1934.
- Amerika und der Nationalsozialismus. Junker und Dünnhaupt, Berlin 1934.
- Demokratie und Aussenpolitik der U.S.A. Junker und Dünnhaupt Verlag, Berlin 1939.
- Die aggressive Wirtschaftspolitik der Vereinigten Staaten in Südamerika und die Stellung Deutschlands. Enke, Stuttgart 1939.
- USA. und Weltpolitik. Junker und Dünnhaupt, Berlin 1940.
- England gegen Amerika, eine geschichtlich-kritische Betrachtung. Junker und Dünnhaupt, Berlin 1940.
- Geschichte Amerikas ausser Kanada. Geschichte der Vereinigten Staaten von Nordamerika. Bibliographisches Institut, Leipzig 1942.
- Der Anglo-Amerikaner und das Judentum. In: Der Weltkampf. 1942, S. 17–26.
- u. a. mit Adolf Halfeld, Otto Koischwitz: Kultur in USA. Die Wirklichkeit eines Massenwahns. Junker und Dünnhaupt, Berlin 1943.
- mit Scott Nearing; Joseph Freeman: Dollar-Diplomatie, eine Studie über amerikanischen Imperialismus. Kurt Vowinckel Verlag, Heidelberg,  1943.
- mit Karl Heinz Pfeffer: Das Britische Empire und USA. Berlin 1944.
- Kleine Amerikakunde. Athenäum, Bonn 1950.